# جسیکا لندستروم
جسیکا لندستروم (انگلیسی: Jessica Landström؛ زادهٔ ۱۲ دسامبر ۱۹۸۴) بازیکن فوتبال اهل سوئد است.
از باشگاه‌هایی که در آن بازی کرده‌است می‌توان به اسکای بلو اف‌سی، باشگاه فوتبال آینتراخت فرانکفورت (زنان)، باشگاه فوتبال هامارابی، باشگاه فوتبال لینشوپینگ، و دیوری گردن اشاره کرد.
وی همچنین در تیم‌های ملی فوتبال زنان سوئد و اتحادیه فوتبال سوئد بازی کرده‌است.